# Вежа Гарзес
36°01′38″ пн. ш. 14°17′52″ сх. д. / 36.027138888889° пн. ш. 14.297694444444° сх. д.
Вежа Гарзес (мальт. Torri Garzes , італ. Torre Garzes або Torre della Garza), також відома як Вежа Святого Мартіна (мальт. Torri ta' San Martin), — сторожова вежа, побудована в Мгар, Гоцо орденом Святого Іоанна в 1605 році. Він був названий на честь Мартіна Гарзеса, великого магістра, який фінансував його будівництво, хоча врешті-решт він був побудований після його смерті під час магістерства Алофа де Віньякура. Вежу було знесено в 19 столітті, деякі залишки були використані для будівництва мосту, а місце було забудовано готелем.
Він був побудований за проектом Вітторіо Кассара. Декілька прибережних веж, які спорудив магістр Віньякурт, зазвичай асоціюються з Кассаром. Однак це, ймовірно, ґрунтується на припущеннях. Ймовірно, проект вежі Гарзес Кассара був використаний та вдало модифікований для будівництва інших веж через схожість їх військової архітектури.

## Історія
У п'ятнадцятому-сімнадцятому століттях Гоцо піддавався нападам берберійських корсарів, а також більшість Мальти та інших прибережних районів Середземномор'я та Європи. Гавань Мгар зазвичай використовувалася піратами для поповнення запасів води та пограбування околиць. Найстрашніший напад стався в липні 1551 року, коли османські війська за допомогою корсарів намагалися захопити Мальту, але зазнали невдачі, тому вони висадилися на Гоцо, взяли в облогу Циттадели та взяли в рабство майже все населення приблизно від 5000 до 6000 осіб. Рабів забрали на борт османських кораблів із самої гавані Мгарр.
До цієї атаки вже були пропозиції побудувати вежу для охорони гавані Мгарр і каналу Гоцо. У 1418 році група людей подала петицію щодо спорудження вежі, але ініціатива не отримала відгуку. У 1599 році під час складання звіту про оборону Гоцо військовий інженер Джованні Рінальдіні чітко вказав на необхідність введення в роботу вежі в цьому регіоні для захисту від можливих нападів у майбутньому. Тодішній великий магістр Мартін Гарзес відчув важливість цього заходу і вирішив фінансувати будівництво вежі особисто. Він відвідав 12 000 скудів на цю мету, але, на жаль, помер у 1601 році, навіть не почавши роботу над спорудженням.

## Башта

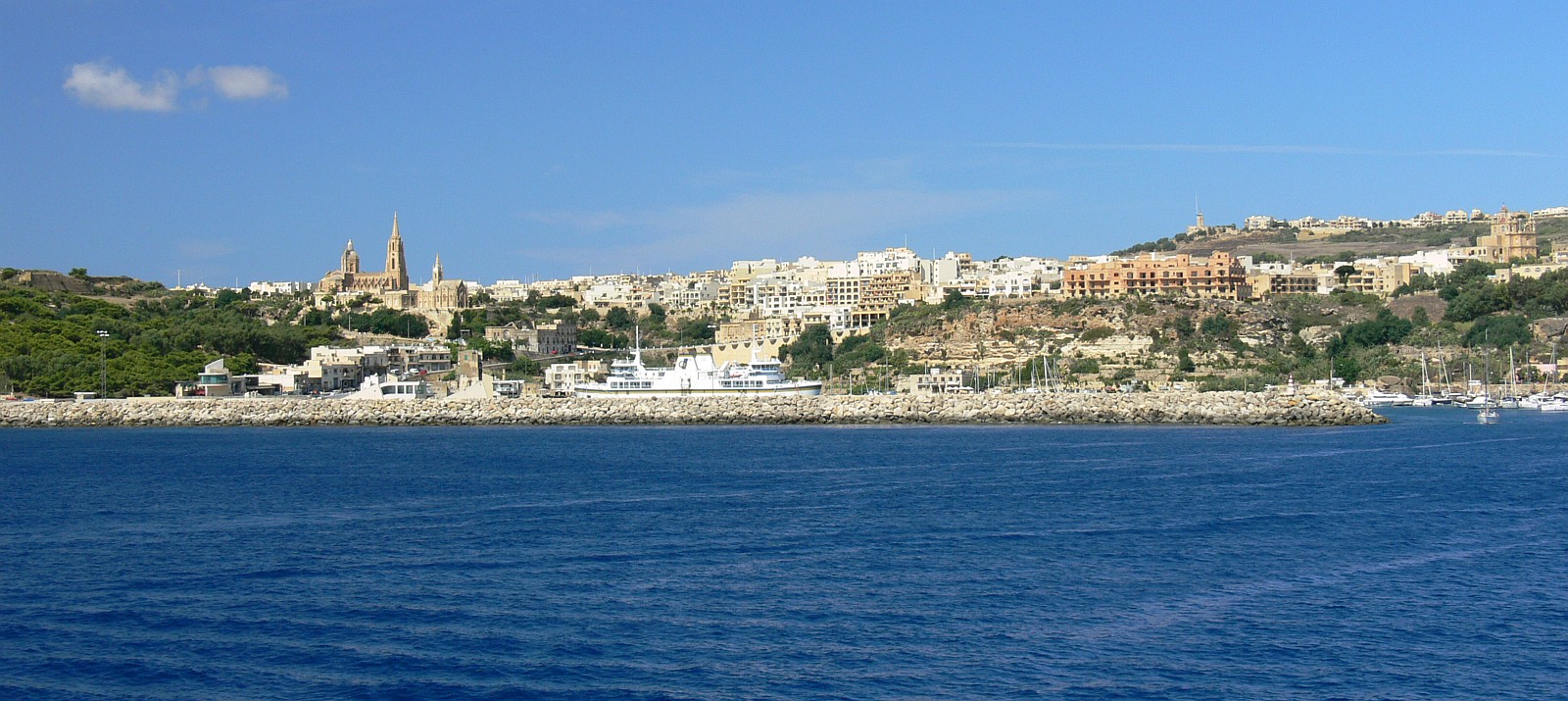
Вид на Мгарр з боку моря, праворуч — вежа Гарзес

Будівництво вежі почалося через чотири роки після смерті великого магістра, у 1605 році. У 1607 році він ще будувався. Він був побудований на мисі між Від іль-Кбір і Від Білюн. На даху вежі було встановлено кілька гармат, які мали рівновіддалені амбразури вздовж кожної зі сторін.
У середині 18 століття навколо вежі було запропоновано облаштувати бастіон, але він так і не був побудований. Зрештою, форт Шамбре був побудований на протилежному боці Мгарр.
У вежі була невелика каплиця, присвячена святій Катерині Сієнській, а пізніше святому Мартіну, яка була призначена для використання чотирма членами міліції у вежі, але також була відкрита для публіки. Вона стала неофіційною парафіяльною церквою для жителів довколишніх сіл.
Через 243 роки вежу знесли в 1848 році. Його кам'яна кладка була використана для будівництва мосту, що з'єднує Мгарр з Надур. Готель Мгарр виник на місці колишньої вежі, але зараз припинив свою роботу.

## Спадщина
Хоча вежі більше не існує, вона все ще займає важливе місце в історії Мальти. Це була перша берегова сторожова вежа, побудована орденом. Наступник Гарзеса, Алоф де Віньякур, пізніше побудував серію великих сторожових веж або невеликих фортів, відомих як вежі Віньякурта. Інші великі магістри будували менші сторожові вежі, такі як вежі Ласкаріс і де Редін.
Оскільки вежа Гарзес була знесена, найстарішою вежею, що все ще стоїть на Мальті, є вежа Віньякур у затоці Святого Павла, яка була побудована в 1610 році. Найстарішою вежею на Гоцо є вежа Ксленді, яка була побудована в 1650 році (вежа в Марсалфорні також була побудована в 1616 році, але вона зруйнувалася приблизно в 1715 році).